# Stéphane Charbonnier
Stéphane Charbonnier [šarbonjé], známější jako Charb (21. srpna 1967 – 7. ledna 2015), byl francouzský karikaturista. Narodil se ve městě Conflans-Sainte-Honorine nedaleko Paříže a pracoval pro různé časopisy, jako byly například L'Écho des savanes a L'Humanité. V roce 1992 začal pracovat pro magazín Charlie Hebdo a roku 2009, když odešel Philippe Val, se stal jeho šéfredaktorem. Roku 2013 se nacházel na seznamu nejhledanějších lidí organizace Al-Káida. Byl zastřelen v lednu 2015, ve věku 47 let, při útoku na redakci časopisu Charlie Hebdo.